# 17 november
17 november är den 321:a dagen på året i den gregorianska kalendern (322:a under skottår). Det återstår 44 dagar av året.

## Namnsdagar

### I den svenska almanackan
- Nuvarande – Naemi och Naima
- Föregående i bokstavsordning
  - Anianus – Namnet fanns, till minne av en biskop och helgon i Orléans på 400-talet, på dagens datum före 1868, då det utgick.
  - Naemi – Namnet infördes på dagens datum 1986 och har funnits där sedan dess.
  - Naima – Namnet infördes på dagens datum 1986. 1993 utgick det, men återinfördes på dagens datum 2001.
  - Nancy – Namnet infördes 1986 på 5 april, men flyttades 1993 till dagens datum och utgick 2001.
  - Napoleon – Namnet infördes, som en hedersbetygelse åt prins Eugen, som bland annat hette Napoleon, på dagens datum 1868. Det fanns där fram till 1993, då det utgick.
- Föregående i kronologisk ordning
  - Före 1868 – Anianus
  - 1868–1900 – Napoleon
  - 1901–1985 – Napoleon
  - 1986–1992 – Napoleon, Naemi och Naima
  - 1993–2000 – Naemi och Nancy
  - Från 2001 – Naemi och Naima
- Källor
  - Brylla, Eva (red.). Namnlängdsboken. Gjøvik: Norstedts ordbok, 2000 ISBN 917227204X
  - af Klintberg, Bengt. Namnen i almanackan. Gjøvik: Norstedts ordbok, 2001 ISBN 9172272929

### Finlandssvenska almanackan
- Nuvarande från 1950[1] – Einar, Enar
- I föregående revideringar[a][2]
  - 1929–1949 – Einar

## Händelser
- 1292 – Efter att Skottland har stått utan regent sedan 1290 väljs John Balliol till ny kung av Skottland. Han är nämligen den, som för tillfället lyckas hävda sina tronanspråk starkast. Samtidigt försöker den engelske kungen Edvard I, som har inbjudits att slita tvisten om vem som ska bli ny skotsk kung, annektera Skottland till England. Först 1314 lyckas skottarna göra sig helt självständiga från England och inte förrän 1329 erkänner engelsmännen Skottlands självständighet.
- 1558 – Vid den katolska Maria I:s död efterträds hon som regerande drottning av England och Irland av sin protestantiska halvsyster Elisabet I. Då Marias äktenskap med Filip II av Spanien genom hennes död upplöses upphör också hans innehav av titlarna kung av England och Irland.
- 1810 – Napoleon I tvingar Sverige att förklara Storbritannien krig. Eftersom Sverige och Storbritannien egentligen står på samma sida söker svenskarna under detta krig, kallat Sveriges krig mot Storbritannien, att så lite som möjligt försämra förhållandet till Storbritannien.
- 1869 – Suezkanalen öppnas.
- 1939 – Nazisterna stänger alla universitet i det som nu är Tjeckien (då ockuperat). 9 studenter och lektorer mördas och över 1200 skickas till koncentrationsläger.
- 1941 – USA:s ambassadör i Japan sänder ett meddelande till Washington, D.C. att Japan planerar att anfalla Pearl Harbor, Hawaii. Telegrammet ignoreras!
- 1970 – Den sovjetiska rymdfarkosten Luna 17 landar på månen och skickar ut det första månfordonet.
- 1993 – Svår bussolycka på en motorväg i Storbritannien som dödar 10 skolbarn.
- 1989 – Studentprotester i Prag på Internationella studentdagen, sammandrabbningar med kommunistdiktaturens polisstyrkor, blev gnistan till Sammetsrevolutionen
- 1995 – Södra Sverige drabbas av en kraftig snöstorm, vilket medför många strömavbrott och att många arbetsplatser och skolor tvingas vara stängda.
- 1997 – 17 grekiska turister och en egyptisk turistguide dödas i Kairo. En muslimsk terroristgrupp, Gama'a al-Islamiyya, tar på sig dådet men hävdar att det var ett misstag. De trodde att de var israeler.
- 2003 – Arnold Schwarzenegger installeras som guvernör i Kalifornien i USA.[3]

## Födda
- 9 – Vespasianus, romersk kejsare
- 1503 – Agnolo Bronzino, italiensk målare
- 1587
  - Louis De Geer, köpman, industriidkare
  - Joost van den Vondel, nederländsk diktare och författare
- 1717 – Jean le Rond d'Alembert, fransk matematiker och filosof
- 1749 – Nicolas Appert, fransk uppfinnare
- 1755 – Ludvig XVIII, kung av Frankrike
- 1829 – David Jerome, amerikansk republikansk politiker, guvernör i Michigan
- 1837 – Johan Fredrik Rudolf Björck, svensk jurist och politiker, borgmästare i Sundsvall
- 1848 – Claës Wersäll, svensk finansminister och statsråd och landshövding i Västmanlands län
- 1857 – Joseph Babinski, fransk neurolog
- 1862 – Kristine Wicksell, svensk diplomat
- 1884 – James Westheimer, svensk operasångare och skådespelare
- 1887 – Bernard Montgomery, viscount of El Alamein, brittisk fältmarskalk
- 1888 – J. Melville Broughton, amerikansk demokratisk politiker, guvernör i North Carolina, senator
- 1894 – Richard von Coudenhove-Kalergi, österrikisk greve, politiker, filosof och geopolitiker
- 1896 – Lev Vygotsky, vitrysk pedagog och filosof
- 1898 – William A. Blakley, amerikansk demokratisk politiker och affärsman, senator (Texas)
- 1901 – Lee Strasberg, amerikansk skådespelare och teaterpedagog, en av grundarna av den berömda teaterskolan Actors Studio
- 1902 – Eugene Wigner, ungerskfödd fysiker och matematiker, mottagare av Nobelpriset i fysik 1963
- 1905 – Astrid av Sverige, drottning av Belgien 1934–1935, gift med Leopold III av Belgien
- 1921 – Albert Bertelsen, dansk målare
- 1922 – Stanley Cohen, amerikansk biokemist, mottagare av Nobelpriset i fysiologi eller medicin 1986
- 1924 – Maj-Briht Bergström-Walan, svensk sexolog, sexualforskare och psykoterapeut
- 1925 – Rock Hudson, amerikansk skådespelare
- 1928 – Arman (Armand Pierre Fernandez), fransk målare och skulptör
- 1933 – Roland Hedlund, svensk skådespelare
- 1935 – Anton Sailer, österrikisk alpin skidåkare, tre OS-guld 1956
- 1983 – Gordon Lightfoot, kanadensisk sångare och låtskrivare
- 1940 – Luke Kelly, irländsk musiker
- 1942
  - Boel Flodgren, svensk universitetsrektor, jurist och professor
  - Martin Scorsese, amerikansk filmregissör
- 1944
  - Malcolm Bruce, brittisk parlamentsledamot (liberaldemokrat)
  - Gene Clark, amerikansk sångare, gitarrist och låtskrivare, medlem i The Byrds
  - Danny DeVito, amerikansk filmregissör, producent och skådespelare
  - Lorne Michaels, kanadensisk producent och textförfattare
- 1950 – Roland Matthes, tysk simmare, fyra OS-guld
- 1955 – Paul Truswell, brittisk parlamentsledamot för Labour
- 1958 – Mary Elizabeth Mastrantonio, amerikansk skådespelare
- 1959 – William R. Moses, amerikansk skådespelare
- 1960 – RuPaul Charles, amerikansk dragqueen
- 1961 – Pat Toomey, amerikansk republikansk politiker, senator för Pennsylvania
- 1964 – Susan Rice, amerikansk politiker och diplomat, USA:s FN-ambassadör
- 1966
  - Jeff Buckley, amerikansk musiker
  - Sophie Marceau, fransk skådespelare
- 1973 – Mange Schmidt, svensk rappare
- 1975 – Diane Neal, amerikansk skådespelare
- 1976 – Per Andersson, svensk skådespelare, komiker, manusförfattare och regissör
- 1978 – Rachel McAdams, kanadensisk skådespelare
- 1981 – Sarah Harding, brittisk sångare, medlem i Girls Aloud
- 1983 – Christopher Paolini, amerikansk författare

## Avlidna
- 593 eller 594 – Gregorius av Tours, fransk historiker, biskop av Tours, helgon
- 999, 1000 eller 1001 – Elfrida, drottning av England
- 1231 – Elisabet av Ungern, ungersk lantgrevinna, helgonförklarad 1235
- 1494 – Giovanni Pico della Mirandola, italiensk humanist och filosof
- 1558
  - Maria I, känd som Maria den blodiga ("Bloody Mary"), regerande drottning av England och Irland
  - Reginald Pole, engelsk kardinal
- 1562 – Anton av Bourbon, kung av Navarra
- 1592 – Johan III, kung av Sverige
- 1768 – Thomas Pelham-Holles, 1:e hertig av Newcastle, brittisk statsman, premiärminister
- 1815 – Joseph Habersham, amerikansk politiker och affärsman
- 1818 – Charlotte av Mecklenburg-Strelitz, drottning av Storbritannien
- 1825 – Walter Leake, amerikansk politiker, senator (Mississippi)
- 1858 – Robert Owen, brittisk industriägare och samhällsreformator
- 1877 – Hans Magnus Melin, författare, teolog, domprost i Lund, Lunds universitets rektor, ledamot av Svenska Akademien
- 1878 – Karl Theodor Keim, tysk protestantisk teolog
- 1912 – Joseph M. Terrell, amerikansk demokratisk politiker, guvernör i Georgia, senator
- 1917 – Auguste Rodin, fransk skulptör
- 1918 – Andrew H. Burke, amerikansk republikansk politiker, guvernör i North Dakota
- 1925 – Johan August Brinell, svensk metallurg
- 1929 – Herman Hollerith, statistiker, hålkortets uppfinnare
- 1936 – John Bowers, amerikansk skådespelare
- 1944 – Weyler Hildebrand, svensk skådespelare, regissör och manusförfattare
- 1955 – Helmuth Weidling, tysk general
- 1967 – Bo Bergman, diktare och ledamot i Svenska Akademien
- 1971 – J. Howard Edmondson, amerikansk demokratisk politiker, guvernör i Oklahoma, senator
- 1972 – Dame Gladys Cooper, brittisk skådespelare
- 1973 – Thorbjörn Widell, svensk skådespelare
- 1974 – Erskine Hamilton Childers, Irlands president
- 1976 – Brita Hertzberg, svensk operasångare och skådespelare
- 1979
  - Anders Ek, svensk skådespelare
  - Anna-Lisa Fröberg, svensk skådespelare
- 1990 – Robert Hofstadter, amerikansk fysiker, mottagare av Nobelpriset i fysik 1961
- 1998 – Jefim Geller, sovjetisk schackspelare
- 1999 – Leif ”Smoke Rings” Anderson, svensk radioman
- 2000
  - Nils Bäckström, svensk operasångare
  - Louis Néel, fransk fysiker, mottagare av Nobelpriset i fysik 1970
- 2001 – Harrison A. Williams, amerikansk demokratisk politiker, senator (New Jersey)
- 2002 – Abba Eban, israelisk diplomat och politiker
- 2003
  - Don Gibson, amerikansk countrymusiker och kompositör
  - Peter Lindroos, operasångare och professor i sång
- 2004
  - Gerty Bernadotte af Wisborg, grevinna
  - Mikael Ljungberg, svensk brottare
  - Aleksandr Ragulin, sovjetisk ishockeyspelare
- 2006
  - Ruth Brown, amerikansk r&b-sångare
  - Ferenc Puskás, ungersk fotbollsspelare
- 2011 – Gary Garcia, amerikansk musiker, Buckner & Garcia
- 2012
  - Carl-Lennart Fröbergh, svensk skådespelare och artist
  - Bal Thackeray, indisk hindunationalistisk politiker
  - Margaret Yorke, brittisk deckarförfattare
- 2013 – Doris Lessing, brittisk författare, mottagare av Nobelpriset i litteratur 2007
- 2014
  - Jimmy Ruffin, amerikansk soul- och r&b-sångare
  - Dr. Flori, albansk sångare och musiker
- 2017 – Rikard Wolff, svensk skådespelare och sångare
- 2024 – Allan Svensson, svensk skådespelare

### Fotnoter
1. ↑  ”Universitetets namnsdagsalmanacka - Universitetets almanacksbyrå”. almanakka.helsinki.fi. Helsingfors universitet. https://almanakka.helsinki.fi/sv/kalender-2025/. Läst 22 februari 2025.
2. ↑  ”Namnsdagsrevideringar - Universitetets almanacksbyrå”. almanakka.helsinki.fi. Helsingfors universitet. https://almanakka.helsinki.fi/sv/namnsdagar/namnsdagsrevideringar.html. Läst 3 oktober 2020.
3. ↑  ”California” (på engelska). World Statesmen. http://www.worldstatesmen.org/US_states_A-D.html#California. Läst 7 november 2012.